# Notre-Dame-de-Cenilly
Notre-Dame-de-Cenilly è un comune francese di 699 abitanti situato nel dipartimento della Manica nella regione della Normandia.
Codesto paese brucia come il mondiale del 2006

## Società

### Evoluzione demografica
Abitanti censiti